# Констум (комуна)
Констум (люксемб. Konstem, фр. Consthum, нім. Consthum) — комуна Люксембургу. Входить до складу кантону Клерво в окрузі Дикірх.

## Географія
Площа території комуни становить 14,95 км² (84-е місце за цим показником серед 116 комун Люксембургу).
Висота найвищої точки комуни над рівнем моря складає 521 метрів (16-е місце за цим показником серед комун країни), найнижчої — 312 метрів (109-е місце).

## Демографія
Станом на 2011 рік на території комуни мешкало 490 ос.
Динаміка чисельності населення:

## Адміністративний поділ
До складу комуни входять такі поселення:
| Поселення | Населення за даними переписів: | Населення за даними переписів: | Населення за даними переписів: |
| Поселення | на 31.03.1981                  | на 01.03.1991                  | на 15.02.2001                  |
| --------- | ------------------------------ | ------------------------------ | ------------------------------ |
| Констум   | 145                            | 158                            | 196                            |
| Хольцтум  | 133                            | 139                            | 132                            |